# Zdzisław Miedziarek
Zdzisław Miedziarek (ur. 1931 w Poznaniu, zm. 7 grudnia 2010) – polski urzędnik państwowy, inżynier i menedżer, były dyrektor Zakładów H. Cegielskiego w Poznaniu, w latach 1987–1991 sekretarz stanu w Ministerstwie Przemysłu.

## Życiorys
Pochodził z Lubonia. Z wykształcenia inżynier mechanik, studiował na Politechnice Poznańskiej i Politechnice Warszawskiej, odbył też staż w Poznańskiej Fabryce Maszyn Żniwnych. Od 1953 zatrudniony w Biurze Projektów Prozamet-Bepes, gdzie doszedł do stanowiska głównego inżyniera poznańskiego oddziału. Od 1967 był dyrektorem ds. inwestycji, a od 1971 szefem biura handlu zagranicznego w Zakładach Przemysłu Metalowego H. Cegielski. W 1981 objął fotel dyrektora naczelnego przedsiębiorstwa H. Cegielski, który zajmował do 1987. Od 12 listopada 1987 do 23 lipca 1991 pełnił funkcję sekretarza stanu w Ministerstwie Przemysłu. Od 1991 zatrudniony w Banku Handlowym w Warszawie jako doradca zarządu, w 2001 przeszedł na emeryturę. Zasiadał też w radach nadzorczych Polskiego Towarzystwa Samochodowego i Banku Staropolskiego.
Odznaczony Krzyżem Kawalerskim i Komandorskim Orderu Odrodzenia Polski, a także statuetką Złotego Hipolita (2006).